# Chris Noonan
Christopher Noonan (Sydney, 14 novembre 1952) è un regista e sceneggiatore australiano.

## Biografia
Il suo documentario sulla disabilità Stepping Out (1980) vinse il premio UNESCO nel 1980. È stato inoltre candidato al Premio Oscar come miglior regista nel 1996 per la direzione di Babe - Maialino coraggioso (Babe), film che ha raccolto un successo internazionale ed ha avuto anche un seguito.

## Filmografia

### Regista
- Babe - Maialino coraggioso (Babe) (1995)
- Miss Potter (2006)

### Documentari
- Stepping Out (1980)

### Sceneggiatore

#### Cinema
- Babe - Maialino coraggioso (Babe) (1995)

#### Televisione
- Vietnam - miniserie TV, regia di Chris Noonan (1987)